# هارالد غريغ
هارالد غريغ (بالنرويجية البوكمول: Harald Grieg)‏ هو كاتب نرويجي، ولد في 1894 في برغن في النرويج، وتوفي في 1972 في أوسلو في النرويج.